# ديفيد غارسيا (لاعب كرة قدم مواليد 1982)
دافيد غارسيا سانتانا (بالإسبانية: David García Santana)‏ (مواليد 25 فبراير 1982 - لاس بالماس ، إسبانيا) لاعب كرة قدم إسباني ، يلعب في مركزي قلب الدفاع والظهير الأيمن ، ويلعب حاليًا لنادي لاس بالماس الإسباني منذ عام 2003  ، وهو بذلك يلعب الموسم الثاني عشر له مع الفريق ، ويتميز بالتمركز والخبرة الكافية في دفاع الفريق.

## روابط خارجية
- دافيد غارسيا سانتانا على موقع قاعدة بيانات كرة القدم.إي يو (الإنجليزية)
- دافيد غارسيا سانتانا على موقع Soccerbase.com (لاعب) (الإنجليزية)
- دافيد غارسيا سانتانا على موقع Soccerway.com (الإنجليزية)
- دافيد غارسيا سانتانا على موقع AS.com (الإسبانية)